# Jan Beyzym
Jan Beyzym (Volinj, 15. svibnja 1850. – Madagaskar, 2. listopada 1912.), poljski isusovac koji je proglašen blaženim 18. kolovoza 2002. godine od pape Ivana Pavla II.

## Životopis
Rođen je 15. svibnja 1850. u naselju Wołyń. Završio je gimnaziju u Kijevu i stupio 1872. u novicijat Družbe Isusove. 1881. je zaređen za svećenika u Krakovu. Godine 1898. kao misionar odlazi na Madagaskar. Tamo je izgradio bolnicu za 150 bolesnika.
Uz rad s bolesnicima napisao je i poljsko-malgaški rječnik. Već mnogo iscrpljen preminuo je 2. listopada 1912., u Marani na Madagaskaru. Njegove relikvije nalaze se u isusovačkoj bazilici Presvetog Srca Isusovog u Krakówu. Spomendan mu se obilježava 12. listopada.